# Trofeo Colombino
Die Trofeo Colombino ist ein Sommerturnier, das vom ältesten spanischen Fußballverein, Recreativo Huelva, der 1889 gegründet wurde, seit 1965 ausgetragen wird. Der Turniersieger wird in einem Turniermodus mit vier Mannschaften startend mit dem Halbfinale ausgespielt. Es gibt auch ein Spiel um Platz 3. Es gibt jedoch auch Ausnahmen mit nur drei Teilnehmern.
Die Trofeo Colombino besaß lange Zeit einen hohen Stellenwert, da immer wieder Spitzenteams aus Spanien und dem Ausland gegeneinander antraten. Rekordsieger ist der Gastgeber Recreativo Huelva mit 14 Titeln.
Eine Besonderheit des Turnieres war die Teilnahme von Nationalmannschaften. So spielten bereits Uruguay und Chile bei der Trofeo Colombino mit.

## Trophäe
Der Preis, den jede Mannschaft bekommt ist eine nachgestellte Karavelle, die komplett aus Silber besteht.

## Turniere
| Jahr | Sieger                  | Vize                        | Dritter                     | Vierter                     |
| 1965 | Recreativo Huelva       | Genua 1893                  | RC Paris                    | -                           |
| 1966 | Atlético Madrid         | Recreativo Huelva           | Stade Reims                 | Belenenses Lissabon         |
| 1967 | Recreativo Huelva       | FC Sevilla                  | Vitória Setúbal             | Olympique Lyon              |
| 1968 | Betis Sevilla           | Recreativo Huelva           | Atlético Rio                | FAR Rabat                   |
| 1969 | FC São Paulo            | Real Madrid                 | RSC Anderlecht              | UD Las Palmas               |
| 1970 | Real Madrid             | Spartak Moskau              | Standard Lüttich            | FC Sevilla                  |
| 1971 | Újpest Budapest         | ZSKA Moskau                 | Real Madrid CF              | Betis Sevilla               |
| 1972 | Atlético Madrid         | Slovan Bratislava           | Fluminense FC               | FC Valencia                 |
| 1973 | Dinamo Tiflis           | Benfica Lissabon            | Derby County                | Atlético Madrid             |
| 1974 | Feyenoord Rotterdam     | Újpest Budapest             | Betis Sevilla               | FC Bayern München           |
| 1975 | FC Sevilla              | Athletic Bilbao             | River Plate                 | Dinamo Tiflis               |
| 1976 | Partizan Belgrad        | Atlético Madrid             | Manchester City             | Betis Sevilla               |
| 1977 | Recreativo Huelva       | Honvéd Budapest             | Újpest Budapest             | Real Sociedad San Sebastián |
| 1978 | FKS Stal Mielec         | Dinamo Bukarest             | FC Sevilla                  | Recreativo Huelva           |
| 1979 | Recreativo Huelva       | KSK Beveren                 | Betis Sevilla               | FKS Stal Mielec             |
| 1980 | CR Vasco da Gama        | Recreativo Huelva           | RCD Espanyol                | Dinamo Zagreb               |
| 1981 | Athletic Bilbao         | FC Barcelona                | Atlético Madrid             | Recreativo Huelva           |
| 1982 | Nottingham Forest       | Recreativo Huelva           | FC Sevilla                  | Athletic Bilbao             |
| 1983 | Betis Sevilla           | Club América                | América Rio                 | Recreativo Huelva           |
| 1984 | Real Madrid             | Recreativo Huelva           | Betis Sevilla               | FC Málaga                   |
| 1985 | FC Sevilla              | Atlético Madrid             | Botafogo FR                 | Recreativo Huelva           |
| 1986 | Recreativo Huelva       | Manchester City             | FC Barcelona                | FC Sevilla                  |
| 1987 | Recreativo Huelva       | Benfica Lissabon            | Espanyol Barcelona          | Betis Sevilla               |
| 1988 | Flamengo Rio de Janeiro | Recreativo Huelva           | Cruzeiro Belo Horizonte     | Real Saragossa              |
| 1989 | Real Madrid             | Spartak Moskau              | Betis Sevilla               | Recreativo Huelva           |
| 1990 | Athletic Bilbao         | Recreativo Huelva           | Atlético Madrid             | Betis Sevilla               |
| 1991 | Atlético Madrid         | FC Sevilla                  | Recreativo Huelva           | Spartak Moskau              |
| 1992 | Chile                   | Benfica Lissabon            | Uruguay                     | Recreativo Huelva           |
| 1993 | Atlético Madrid         | Sampdoria Genua             | FC São Paulo                | FC Sevilla                  |
| 1994 | Real Saragossa          | Betis Sevilla               | Atlético Madrid             | -                           |
| 1995 | Betis Sevilla           | UD Mérida                   | Recreativo Huelva           | -                           |
| 1996 | FC Sevilla              | Recreativo Huelva           | Real Valladolid             | Betis Sevilla               |
| 1997 | Grêmio Porto Alegre     | FC Sevilla                  | Real Saragossa              | Recreativo Huelva           |
| 1998 | Recreativo Huelva       | Real Sociedad San Sebastián | Betis Sevilla               | Olympiakos Piräus           |
| 1999 | Athletic Bilbao         | FC Málaga                   | Recreativo Huelva           | PSV Eindhoven               |
| 2000 | Recreativo Huelva       | Betis Sevilla               | UD Las Palmas               | FC Málaga                   |
| 2001 | Celta Vigo              | CD Teneriffa                | Recreativo Huelva           | CA Osasuna                  |
| 2002 | Atlético Madrid         | Recreativo Huelva           | FC Sevilla                  | Espanyol Barcelona          |
| 2003 | Recreativo Huelva       | FC Málaga                   | FC Sevilla                  | Panathinaikos Athen         |
| 2004 | Recreativo Huelva       | FC Málaga                   | Real Sociedad San Sebastián | Betis Sevilla               |
| 2005 | FC Sevilla              | Recreativo Huelva           | Athletic Bilbao             | -                           |
| 2006 | Sporting Lissabon       | Recreativo Huelva           | FC Sevilla                  | Bolton Wanderers            |
| 2007 | FC Parma                | Recreativo Huelva           | Real Saragossa              | -                           |
| 2008 | Recreativo Huelva       | Athletic Bilbao             | FC Málaga                   | -                           |
| 2009 | Betis Sevilla           | Real Saragossa              | Recreativo Huelva           | -                           |
| 2010 | Recreativo Huelva       | Sporting Gijón              | Atlético Madrid             | Montevideo Wanderers        |
| 2011 | Atlético Madrid         | Recreativo Huelva           | -                           | -                           |
| 2012 | FC Getafe               | Recreativo Huelva           | Sporting Lissabon           | Maghreb Tétouan             |
| 2013 | Levante UD              | Pescara Calcio              | Recreativo Huelva           | SC Olhanense                |
| 2014 | FC Barcelona            | Recreativo Huelva           | -                           | -                           |
| 2015 | Betis Sevilla           | Recreativo Huelva           | -                           | -                           |
| 2016 | Recreativo Huelva       | FC Córdoba                  | Betis Sevilla               | -                           |
| 2017 | Recreativo Huelva       | FC Getafe                   | -                           | -                           |
| 2019 | CA Osasuna              | Recreativo Huelva           | -                           | -                           |

## Titel
- Recreativo Huelva – 14 Siege
- Atlético Madrid – 6 Siege
- Betis Sevilla – 5 Siege
- FC Sevilla – 4 Siege
- Athletic Bilbao, Real Madrid – je 3 Siege
- Celta Vigo, Chile, Dinamo Tiflis, Feyenoord Rotterdam, Flamengo Rio de Janeiro, Grêmio Porto Alegre, Nottingham Forest, Partizan Belgrad, FC São Paulo, Sporting Lissabon, FKS Stal Mielec, Újpest Budapest, CR Vasco da Gama, Real Saragossa, FC Parma, FC Getafe, Levante UD, FC Barcelona, CA Osasuna – je 1 Sieg